# Сулой (кулинария)
Суло́й (также цеж, накисель) — жидкость, используемая для забраживания или варки мучного киселя.
Первоначально слово сулой означало «рассол, сусло, репный квас». Произошло от су- и лить; ср. бой: бить.
Для приготовления обычно берут воду и полностью растворяют в ней муку или настаивают отруби. Затем осадок отцеживают.
Иногда сулоем неправильно называют любую мучную жижу, а также настой солода до варки, квасную или пивную гущу. Настоящий сулой хоть и сходен по внешнему виду и возможному применению, но отличается по своему составу.